# Мордовский государственный университет имени Н. П. Огарёва
Национальный исследовательский Мордовский государственный университет имени Н. П. Огарёва находится в Саранске, столице Республики Мордовия, и является крупнейшим в регионе вузом. Университет создан в 1957 году на базе Мордовского государственного педагогического института. В структуру университета входят 10 факультетов, 7 институтов и два филиала в городах Рузаевка и Ковылкино. На сегодняшний день ректором вуза является Д. Е. Глушко. Президент вуза — Н. П. Макаркин (2010-2025).

## История МГУ им. Н. П. Огарёва
Мордовский университет ведет историю с создания первого высшего учебного заведения в Мордовии — Мордовского агропединститута. Он был открыт в регионе (на тот момент Мордовская автономная область) 1 октября 1931 решением Совета народных комиссаров РСФСР.
Уже через год, 23 ноября 1932 агропединститут был преобразован в Мордовский государственный педагогический институт (МГПИ). В его составе были созданы историческое, математическое, химическое, биологическое отделения и отделение литературы и языка. Первый выпуск специалистов (73 человека) состоялся в 1935 году.
Основной задачей вуза на первых порах было обеспечение школ региона педагогическими кадрами. Ускоренное обучение учителей велось в учительском институте, который был открыт в составе МГПИ в 1934 году. В 1935 году студенты МГПИ перешли заниматься в новое четырёхэтажное здание на углу улиц Большевистская и Рабочего переулка (ныне улица Б. Хмельницкого). Первый учебный корпус существовал до 2010 года, 15 сентября 2016 года на его месте открылся новый учебно-лабораторный корпус Мордовского университета — самое высокое здание в Саранске.
С 1938 по 1957 годы Мордовский пединститут носил имя русского поэта Александра Ивановича Полежаева, который был уроженцем мордовского края. В эти же десятилетия в вузе работал крупнейший российский философ и литературовед Михаил Михайлович Бахтин. Впервые М. М. Бахтин приехал в Саранск и начал работать в вузе в 1936 году после ссылки. Затем с 1945 по 1961 год, до выхода на пенсию, Михаил Михайлович преподавал на историко-филологическом факультете Мордовского педагогического института (с 1957 года — Мордовский университет), был доцентом, заведующим кафедрой русской и зарубежной литературы. В Саранске он подготовил к публикации книги, принесшие ему мировую известность, — «Проблемы поэтики Достоевского» (М., 1963), «Творчество Франсуа Рабле и народная культура средневековья и Ренессанса» (М., 1965). В 2015 году, в год 120-летия М. М. Бахтина, в сквере у центрального кампуса университета был открыт памятник ученому, а в составе университета появился мемориальный и исследовательский Центр М. М. Бахтина.
2 октября 1957 года на базе МГПИ имени А. И. Полежаева был создан Мордовский государственный университет с историко-филологическим, физико-математическим, инженерно-техническим, сельскохозяйственным факультетами, а также факультетом естествознания и факультетом иностранных языков. В следующем году в вузе началась подготовка собственных научных кадров в аспирантуре. В соответствии с актуальными задачами развития Мордовской АССР происходило открытие новых факультетов и специальностей: в последующие десятилетия были образованы факультеты строительства, электронной техники, механизации сельского хозяйства, экономический, юридический, медицинский и единственный в России светотехнический факультет (с 2016 года — Институт электроники и светотехники).

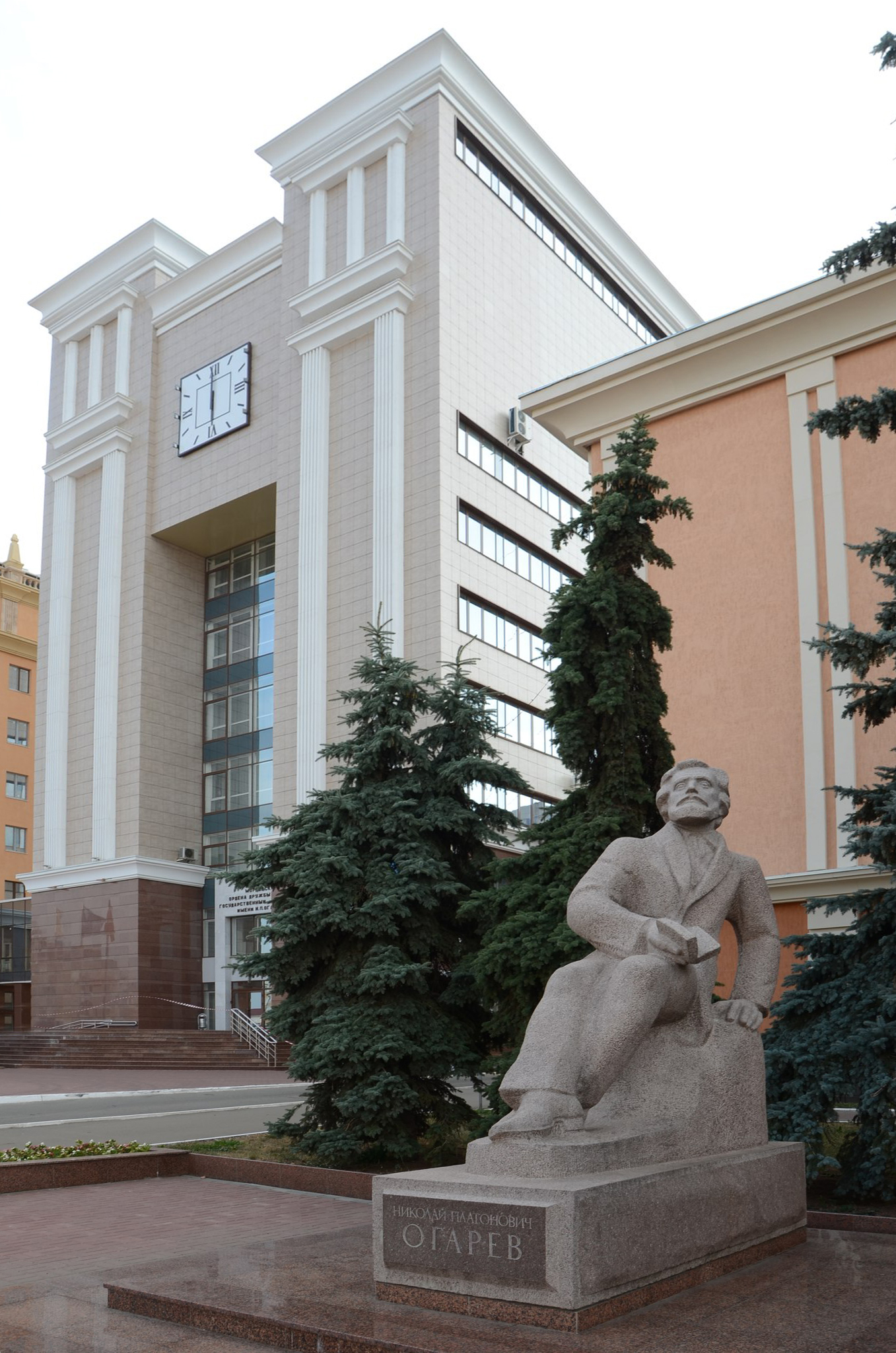
Памятник Н. П. Огарёву у административно-библиотечного корпуса Мордовского университета

С 1970 года Мордовский университет носит имя русского поэта, публициста и революционера Николая Платоновича Огарёва. Родовое имение Огарёвых — село Старое Акшино — находится в 40 км от Саранска. В вузе действует музей Н. П. Огарёва. Один из символов Мордовского университета — памятник Огарёву, открытый в 1984 году.
В 1982 году за заслуги в подготовке специалистов и развитие научных исследований указом Президиума Верховного Совета СССР Мордовский университет имени Н. П. Огарёва был награждён орденом Дружбы народов.
28 сентября 1992 года Мордовский государственный университет награждён Почётной грамотой Президиума Верховного совета Российской Федерации за большой вклад в подготовку квалифицированных кадров и специалистов высшей квалификации, развитие культуры народов России.
В 1990-е гг. структура университета изменилась — наиболее крупные факультеты были преобразованы в институты, также открылись научно-исследовательские институты. В 2000 году были открыты филиалы Мордовского университета в двух крупнейших (помимо Саранска) городах Мордовии — Ковылкино и Рузаевке.
Новый этап в истории Мордовского университета начался с установлением в его отношении категории «национальный исследовательский университет» в 2010 году. За последние годы Мордовский университет вошёл в состав Ассоциации ведущих вузов России и Ассоциации классических университетов России, а также укрепил свои международные позиции.

## Позиции университета в рейтингах
Национальный исследовательский Мордовский государственный университет входит в число лучших 800 вузов мира по версии Международного рейтинга университетов Round University Ranking и занимает 46-е место среди российских университетов, вошедших в данный рейтинг. В 2016 году МГУ им. Н. П. Огарёва вошёл в число 200 лучших университетов по версии международного рейтинга QS EECA 2016 (Emerging Europe&Central Asia 2016, оцениваются вузы 25 стран Европы и Центральной Азии). В 2014 году агентство «Эксперт РА», включило вуз в рейтинг высших учебных заведений Содружества Независимых Государств, где ему был присвоен класс «Е» («достаточный уровень подготовки студентов»). 

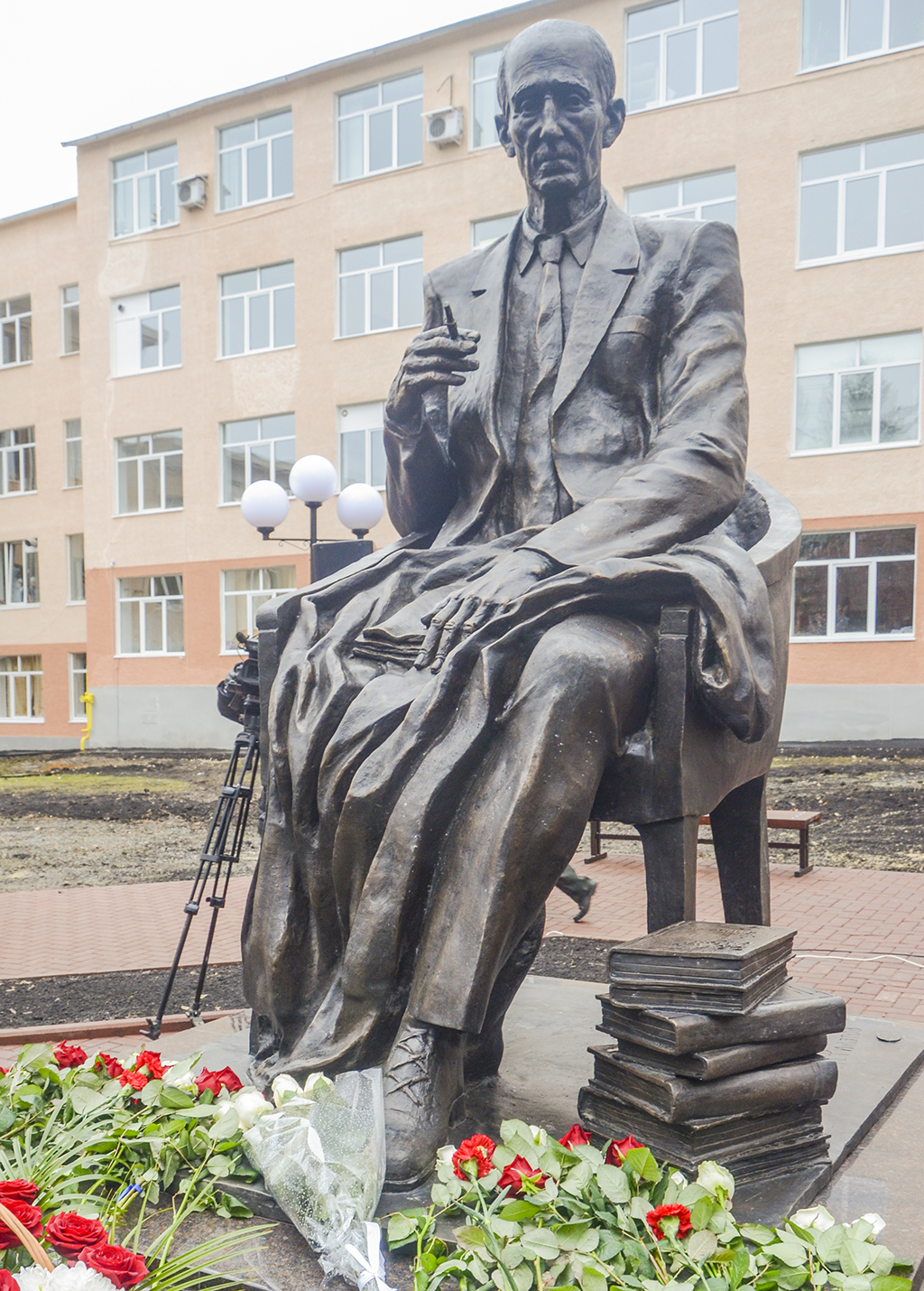
Памятник философу М. М. Бахтину у Мордовского университета (установлен в ноябре 2015 года)

## Ректоры университета
- 1 марта 1960 — 29 декабря 1969 — Григорий Яковлевич Меркушкин (23 ноября 1917 — 13 января 1979), крупный государственный, партийный и общественный деятель Мордовии, учёный-историк, педагог и драматург (участвовал в создании народного эпоса «Масторава»); кандидат исторических наук (1947), заслуженный работник народного просвещения МАССР (1965). Дядя бывшего Главы Республики Мордовия и бывшего губернатора Самарской области Н. И. Меркушкина.
- 29 декабря 1969— 5 сентября 1991 — Александр Иванович Сухарев (12 октября 1931 — 24 декабря 2010), учёный-социолог, директор Научно-исследовательского института регионологии при Мордовском государственном университете (1991); доктор философских наук (1974), профессор (1975), заслуженный деятель науки РСФСР (1982).
- 5 сентября 1991 — 30 марта 2010 — Николай Петрович Макаркин (род. 10 декабря 1943), учёный-экономист; доктор экономических наук, профессор, заслуженный деятель науки РФ (1993), лауреат Государственной премии Республики Мордовия в области науки и техники (1998); председатель совета ректоров города Саранска. С 15 января 2010 года вступил в должность президента МГУ имени Н. П. Огарёва.
- 30 марта 2010 — 11 ноября 2021 — Сергей Михайлович Вдовин (род. 16 июля 1958), кандидат экономических наук.
- с 11 ноября 2021 — Дмитрий Евгеньевич Глушко (род. 5 мая 1975), кандидат педагогических наук.

## Образовательная деятельность
Учебный процесс в Мордовском университете осуществляют 5 факультетов, 13 институтов и 2 филиала:
- Аграрный институт
- Историко-социологический институт
- Медицинский институт
- Институт архитектуры и строительства
- Институт наукоемких технологий и новых материалов
- Институт механики и энергетики
- Институт электроники и светотехники
- Институт национальной культуры
- Институт геоинформационных технологий и географии
- Институт подготовки и аттестации научных и научно-педагогических кадров
- Институт корпоративного обучения и непрерывного образования
- Факультет иностранных языков
- Факультет математики и информационных технологий
- Филологический факультет
- Факультет биотехнологии и биологии
- Факультет довузовской подготовки и среднего профессионального образования
- Экономический институт
- Юридический институт
- Рузаевский институт машиностроения (филиал)
- Ковылкинский филиал

В Мордовском университете представлены все уровни высшего образования: бакалавриат, магистратура, специалитет, подготовка кадров высшей квалификации, дополнительные образовательные программы. На нескольких факультетах открыты отделения среднего профессионального образования. Обучение ведется по очной, очно-заочной (вечерней) и заочной формам.

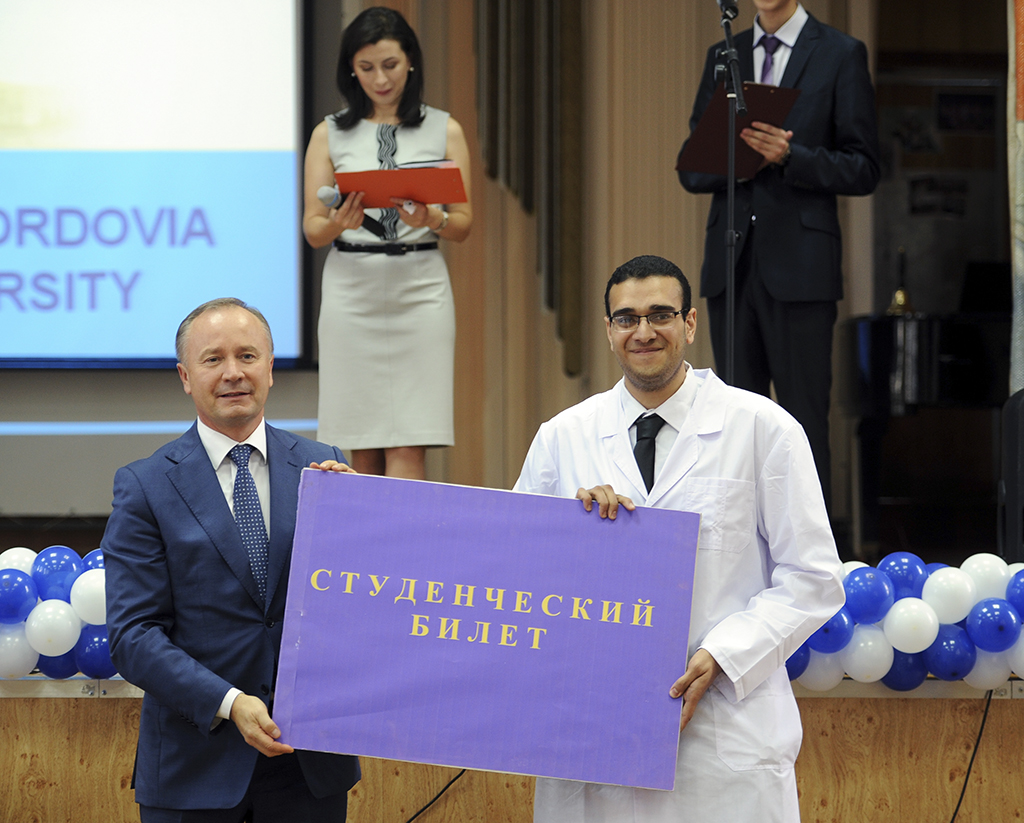
На Дне знаний для иностранных студентов в 2015 году

С 2014 года Мордовский университет реализует ряд образовательных программ на английском языке, предназначенных главным образом для студентов из-за рубежа. Всего в вузе обучается более 1100 иностранных граждан из 53 стран мира (7 % от общего числа студентов — около 20000 человек).
Образовательные программы Мордовского университета ежегодно входят в число лучших образовательных программ высшего образования по итогам Всероссийского проекта «Лучшие образовательные программы инновационной России».
В Мордовском университете реализуется свыше 150 дополнительных образовательных программ. В 2015 году стартовал совместный проект Мордовского университета, Агентства инновационного развития Мордовии и Mail.ru Group «Техноколледж». Участники проекта — студенты связанных с IT направлений подготовки и специальностей — проходят бесплатное практическое обучение по веб- и мобильной разработке.

## Научная деятельность
Программой развития Мордовского государственного университета на 2010—2019 годы определены два приоритетных направления развития научной деятельности вуза: ПНР 1 «Энергосбережение и новые материалы» и ПНР 2 «Фундаментальные и прикладные исследования в области финно-угроведения». Благодаря полученному по программе развития НИУ финансированию в вузе сформирована современная система научно-исследовательских, инновационных и внедренческих структур: 127 научно-исследовательских лабораторий и центров, в том числе 5 центров коллективного пользования, а также центр трансфера технологий, центр молодёжного инновационного творчества, 7 молодёжных инновационных центров, 10 студенческих конструкторских бюро. Всего за пять лет на реализацию Программы развития было выделено 3 млрд рублей, из них половина — на приобретение современного научного оборудования.
Ныне в вузе работают 280 докторов наук, профессоров и 1100 кандидатов наук, доцентов, 16 действительных членов и членов-корреспондентов РАН и других государственных академий. Учеными вуза ежегодно реализуется более 40 грантов международных и российских фондов. Объёмы НИОКР, выполненных вузом за последние 5 лет, составили 1,5 млрд руб. Доля финансирования договоров по заказам предприятий реального сектора экономики в общем объёме НИОКР составляет 72 %.
МГУ им. Н. П. Огарёва является участником 12 технологических платформ и служит базовой научной площадкой для реализации ключевых проектов в рамках инновационного территориального кластера Республики Мордовия. Университет активно включает в хозяйственный оборот объекты интеллектуальной собственности. Инновационный пояс университета насчитывает 25 малых инновационных предприятий. По данным мониторинга эффективности инновационной деятельности российских вузов, проведенного в 2016 году ОАО «РВК» и НИУ «ИТМО», Мордовский университет занял первое место в рейтинге по объёму средств, полученных в 2015 году за счет использования результатов интеллектуальной деятельности.
В вузе функционируют 11 диссертационных советов. Ежегодно университет является организатором более 40 всероссийских и международных конференций. Активно развивается молодёжная наука. Молодые ученые вуза стали обладателями 171 гранта программы «УМНИК» Фонда содействия развитию малых форм предприятий в научно-технической сфере.

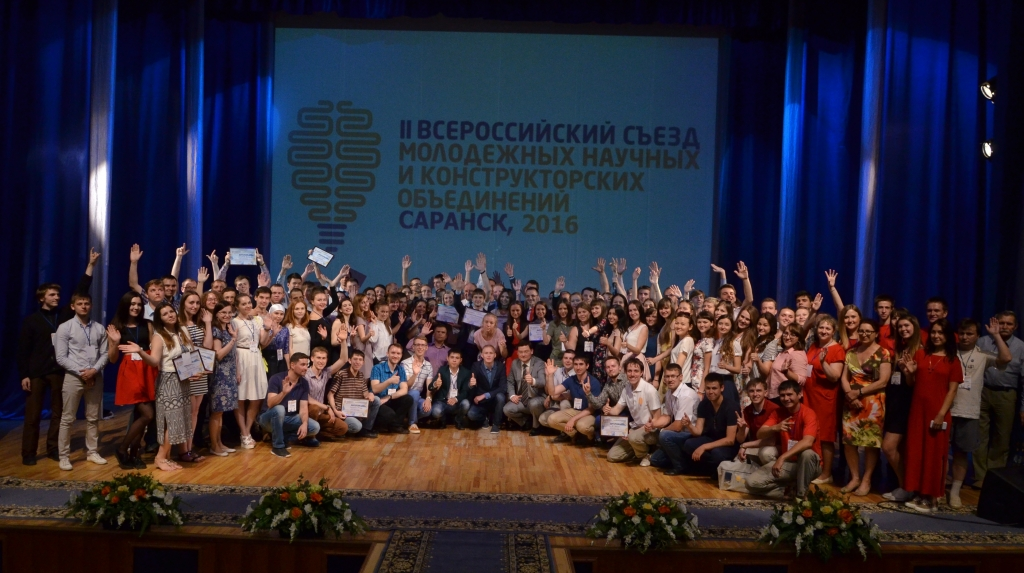
Участники II Всероссийского съезда студенческих научных и конструкторских объединений в Мордовском университете, июль 2016 года

На базе факультетов (институтов) университета ежегодно проводятся три Всероссийские студенческие олимпиады и конкурсы по специальности. С 2012 года ежегодно в вузе реализуется программа развития деятельности студенческих объединений «Студенческие объединения как креативная составляющая научно-образовательного процесса в национальном исследовательском университете».

## Международные связи
Мордовский университет осуществляет международные связи в следующих направлениях:
- развитие международной партнёрской сети университета, которая в настоящее время включает более 80 мировых научно-образовательных центров из 29 стран мира;
- выполнение междисциплинарных научных исследований в сотрудничестве с ведущими мировыми научными центрами;
- экспорт образовательных услуг университета;
- развитие международной академической мобильности.

Мордовский государственный университет активно работает на рынке экспорта образовательных услуг с 1989 года. За этот период в университете прошли обучение свыше 900 граждан из 50 стран Европы, Азии, Африки, Америки, в том числе аспиранты с защитой диссертации на соискание степени кандидата наук. Активизация деятельности в области обучения иностранных граждан связана с получением статуса национального исследовательского университета в 2010 году.
За 10 лет контингент иностранных граждан, обучающихся в университете, вырос более чем в 10 раз. В 2016 году в университете обучается более 1150 иностранных граждан из 53 стран мира — Абхазия, Азербайджан, Алжир, Армения, Афганистан, Бангладеш, Беларусь, Вьетнам, Гана, Германия, Греция, Грузия, Египет, Индия, Иордания, Йемен, Ирак, Казахстан, Камерун, Китай, Кения, Кыргызстан, Ливан, Латвия, Мали, Марокко, Монголия, Намибия, Нигерия, Пакистан, Палестина, Польша, Сирия, Сомали, Судан, Таджикистан, Танзания, Туркменистан, Турция, Узбекистан, Украина, Шри-Ланка, Чад, Эквадор, Южная Осетия и др.
Вуз проводит активную политику продвижения на международных образовательных рынках через развитую агентскую сеть и интернет-площадки. Информацию о возможностях обучения в университете можно найти на сайтах известных интернет-рекрутеров Masterstudies и Studyabroadonline (на китайском языке).
МГУ им. Н. П. Огарёва реализует ряд образовательных проектов при поддержке Европейского союза. Совместные научные исследования по приоритетным направлениям развития университета выполняются в рамках международных программ (TEMPUS, Jean Monnet и другие), а также совместно с международными партнёрами. Постоянно действуют научно-исследовательские и образовательные структуры сетевого типа:
- Лаборатория для проведения исследований тонкопленочных покрытий, нанесенных по нанотехнологии атомно-слоевого осаждения (ALD — atomic layer deposition). Лаборатория открыта совместно с компанией Beneq Oy (Финляндия).
- Международный сетевой институт фундаментальных исследований и прикладных технологий. Институт открыт совместно с Университетом Лафборо (Великобритания)
- МГУ им. Н. П. Огарёва является резидентом Технопарка г. Чженьцзян (КНР).
- Совместный российско-французский автомобильный учебный центр «Образовательные технологии в автомобильной отрасли». Центр создан совместно с европейским партнёром «Национальной Ассоциации по подготовке специалистов для автомобильной отрасли ГНФА» (GNFA, Франция).

Мордовский университет входит в состав Евразийской ассоциации университетов, Международной ассоциации финно-угорских университетов, Ассоциации образовательных организаций высшего образования Российской Федерации и Азербайджанской Республики.

## Структура и материально-техническая база вуза
В структуру Мордовского университета, помимо факультетов, институтов и филиалов, входят административные управления и центры, научная библиотека, издательство, редакции. В Мордовском университете издается 16 научных журналов, в том числе 7 из перечня ВАК: «Интеграция образования», «РЕГИОНОЛОГИЯ REGIONOLOGY», «Вестник Мордовского госуниверситета» и международный научный журнал «Финно-угорский мир», «Экономическая история», «Гуманитарий: актуальные проблемы науки и образования», «Журнал Средневолжского математического общества».
Научная библиотека носит имя выдающегося русского философа и мыслителя М. М. Бахтина, который проработал в университете около 25 лет. В Научной библиотеке университета находится около 2,5 млн документов на различных носителях, предоставлен доступ к ведущим мировым информационным ресурсам. К услугам пользователей 16 читальных залов и современный информационно-ситуационный центр.
Материально-техническая база вуза включает 29 учебно-лабораторных корпусов, Дворец культуры и искусств, плавательный бассейн «Студенческий», шесть спортивных залов, три спортивно-оздоровительных комплекса, две лыжные базы. В 16 общежитиях университета проживают около 5000 человек. Студенческий городок вуза вошёл в число победителей по итогам Всероссийского конкурса на лучшее студенческое общежитие.
Спортивная инфраструктура вуза включает 2 физкультурно-оздоровительных спортивных комплекса, воздухоопорный многофункциональный спортивный комплекс, плавательный бассейн «Студенческий», лыжную базу, 6 спортивных и 5 тренажерных залов. МГУ им. Н. П. Огарёва многократно одерживал победу во Всероссийском конкурсе «Вуз здорового образа жизни».

## Студенческая жизнь
Система студенческого самоуправления Мордовского университета включает более 40 общественных организаций, в том числе профсоюзный комитет и студенческий совет. Студенты могут проявить себя во многих направлениях деятельности: студенческая наука, предпринимательство, студенческие отряды, самоуправление, творчество, волонтерская деятельность и т. д.

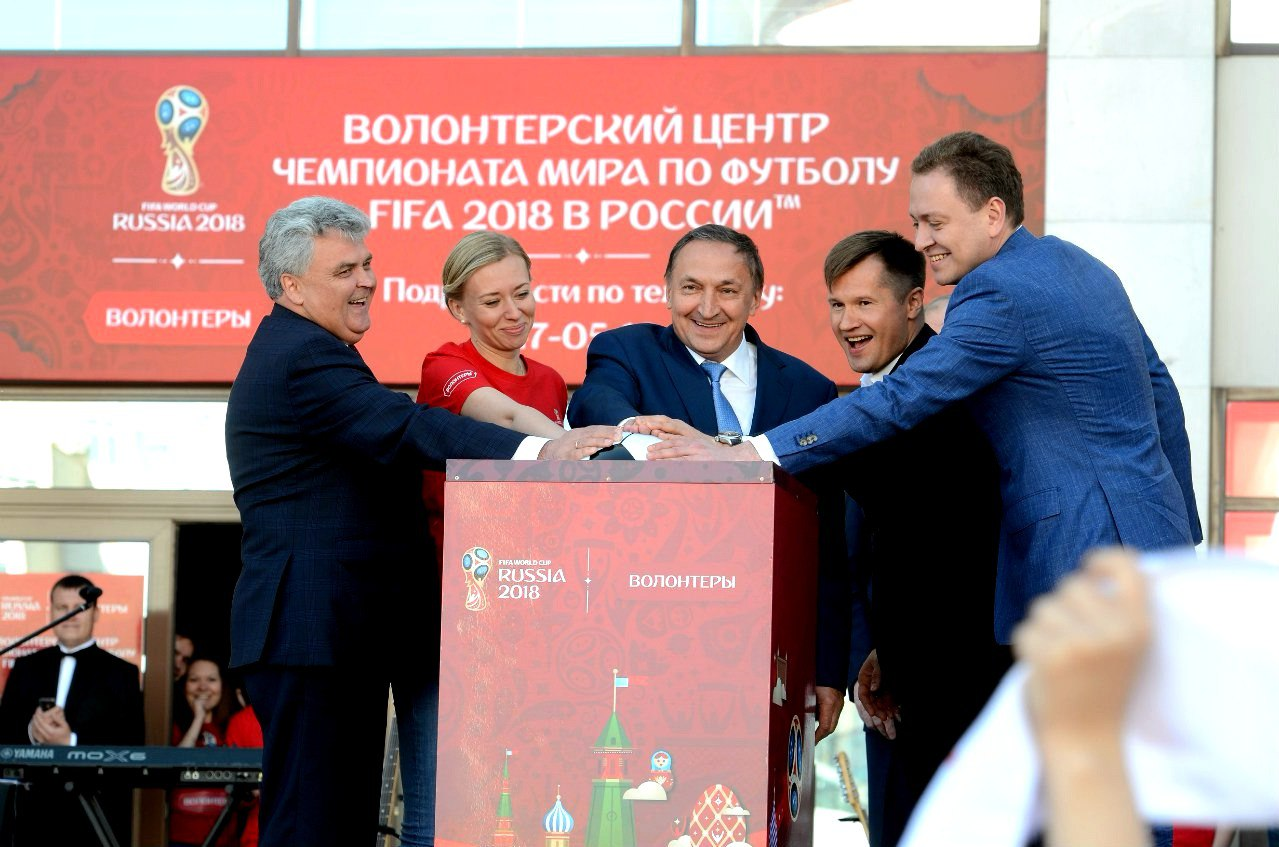
Торжественная церемония старта регистрации кандидатов в волонтеры ЧМ-2018 в Саранске, 1 июня 2016 года

В 2015 году в Мордовском университете создан Волонтёрский центр Чемпионата мира по футболу FIFA 2018™. Саранск является одним из городов-организаторов ЧМ-2018, и для организации матчей в Мордовском университете будут подготовлены 1300 волонтёров.
В 2012 году преподавателями и студентами факультета математики и информационных технологий и института электроники и светотехники создан Центр олимпиадной подготовки по программированию. Центр ведет подготовку к олимпиадам, проводит собственные соревнования и обеспечивает участие студентов Мордовского университета в российских и международных соревнованиях. Наивысшим достижением студентов университета стал диплом III степени на Полуфинальных соревнованиях командного студенческого чемпионата мира по программированию ACM ICPC 2014.
В спортивную жизнь вуза вовлечены свыше 40 % студентов. Действует 30 спортивных секций. Ежегодно проходят Универсиада по 11 видам спорта и Спартакиада по 10 видам спорта. В вузе действуют спортивный клуб, студенческий спортивный клуб «Огарёвец», Центр развития физкультурно-спортивной деятельности со студентами с ограниченными возможностями здоровья. Среди студентов и выпускников университета олимпийские чемпионы, победители и призеры чемпионатов мира и Европы. Ежегодно студенческие команды занимают свыше 140 призовых мест на официальных окружных, всероссийских и международных спортивных соревнованиях.